# 塔妮娅·默里
塔妮娅·默里（英語：Tania Murray，1970年10月3日—），新西兰女子田径运动员。她曾代表新西兰参加1990年和1994年英联邦运动会田径比赛，其中1990年英联邦运动会获得一枚金牌。